# Parafia Narodzenia Najświętszej Maryi Panny i św. Marcina w Strzelcach
Parafia Narodzenia Najświętszej Maryi Panny i św. Marcina – rzymskokatolicka parafia w Strzelcach, należąca do dekanatu Namysłów wschód w archidiecezji wrocławskiej.     

## Historia parafii
Parafia została erygowana w XIV wieku. Obsługiwana jest przez księży archidiecezjalnych. Proboszczem parafii jest ksiądz Tomasz Zembela.

## Liczebność i zasięg parafii
Do parafii należy 1232 wiernych, z następujących miejscowości: Strzelce, Gręboszów, Sułoszów, Szeroka Wieś, Zalesie i Zalesie-PGR.

## Wspólnoty parafialne
- Żywy Różaniec,
- Rada Parafialna,
- Chór Parafialny,
- Schola,
- Eucharystyczny Ruch Młodych,
- Lektorzy,
- Ministranci,
- Grupa Charytatywna

## Parafialne księgi metrykalne
| Księgi metrykalne | Okres ewidencji    |
| ----------------- | ------------------ |
| chrztów           | 1688–1765, od 1945 |
| ślubów            | 1658–1765, od 1945 |
| zgonów            | 1711–1736, od 1945 |